# Случайное событие
Случа́йное собы́тие — подмножество множества исходов случайного эксперимента; при многократном повторении случайного эксперимента частота наступления события служит оценкой его вероятности.
Случайное событие, которое никогда не реализуется в результате случайного эксперимента, называется невозможным и обозначается символом {\displaystyle \varnothing }.
Случайное событие, которое всегда реализуется в результате случайного эксперимента, называется достоверным и обозначается символом {\displaystyle \Omega }.

## Определение
Математически случайное событие — подмножество пространства элементарных исходов случайного эксперимента; элемент алгебры или сигма-алгебры событий {\displaystyle {\mathcal {F}}}, которая в свою очередь задаётся аксиоматически и вместе с пространством элементарных событий {\displaystyle \Omega } и вероятностью {\displaystyle \mathbf {P} } образует вероятностное пространство {\displaystyle (\Omega ,{\mathcal {F}},\mathbf {P} )}.

## Пример
Случайный эксперимент состоит в бросании игральной кости: пример случайного события — выпавшее число чётно; события «Выпала единица», «Выпала двойка» и т. д. — элементарные исходы эксперимента; совокупность всех событий «Выпала 1»..«Выпала 6» — полная группа событий.